# Campeonato Brasileño de Fútbol Serie C 2022
El Campeonato Brasileño de Serie C 2022 fue la 32.ª edición del campeonato de tercera categoría del fútbol brasileño. Contó con la participación de 20 equipos, incluyendo los equipos descendidos de la Serie B 2021 y los ascendidos de la Serie D 2021.
La competición comenzó el 9 de abril y finalizó el 8 de octubre.

## Sistema de juego
Con un nuevo formato, la competición será disputada por 20 clubes y se dividirá en tres fases: en la primera fase, los 20 clubes se enfrentan en una sola rueda (partido de ida). Los ocho mejores clasificados se clasifican para la segunda fase y los cuatro últimos descienden a la Serie D 2023. Los diez clubes mejor clasificados en el Ranking CBF de 2022 tendrán derecho a 10 partidos como local y, en consecuencia, los otros diez clubes dispondrán de 9 partidos de local.

## Equipos participantes

### Ascensos y descensos
| Pos. | Descendidos de la Serie B 2021 |
| ---- | ------------------------------ |
| 17.º | Remo                           |
| 18.º | Vitória                        |
| 19.º | Confiança                      |
| 20.º | Brasil de Pelotas              |

| Pos. | Ascendidos de la Serie D 2021 |
| ---- | ----------------------------- |
| 1.º  | Aparecidense                  |
| 2.º  | Campinense                    |
| 3.º  | ABC                           |
| 4.º  | Atlético Cearense             |

### Información de los equipos
| Equipo              | Ciudad               | Estado               | Estadio                  | Posición 2020 |
| ------------------- | -------------------- | -------------------- | ------------------------ | ------------- |
| ABC                 | Natal                | Río Grande del Norte | Frasqueirão              | 3.º Serie D   |
| Altos               | Altos                | Piauí                | Felipão                  | 14.º Serie C  |
| Aparecidense        | Aparecida de Goiânia | Goiás                | Aníbal Batista de Toledo | 1.º Serie D   |
| Atlético Cearense   | Fortaleza            | Ceará                | Antonio Cruz             | 4.º Serie D   |
| Botafogo-PB         | João Pessoa          | Paraíba              | Almeidão                 | 6.º Serie C   |
| Botafogo-SP         | Ribeirão Preto       | São Paulo            | Santa Cruz               | 13.º Serie C  |
| Brasil de Pelotas   | Pelotas              | Río Grande del Sur   | Bento Freitas            | 20.º Serie B  |
| Campinense          | Campina Grande       | Paraíba              | Amigão                   | 2.º Serie D   |
| Confiança           | Aracaju              | Sergipe              | Batistão                 | 19.º Serie B  |
| Ferroviário         | Fortaleza            | Ceará                | Elzir Cabral             | 11.º Serie C  |
| Figueirense         | Florianópolis        | Santa Catarina       | Orlando Scarpelli        | 9.º Serie C   |
| Floresta            | Fortaleza            | Ceará                | Arena Castelão           | 15.º Serie C  |
| Manaus              | Manaus               | Amazonas             | Arena da Amazônia        | 7.º Serie C   |
| Mirassol            | Mirassol             | São Paulo            | Maião                    | 16.º Serie C  |
| Paysandu            | Belém                | Pará                 | Curuzu                   | 8.º Serie C   |
| Remo                | Belém                | Pará                 | Baenão                   | 17.º Serie B  |
| São José            | Porto Alegre         | Río Grande del Sur   | Passo d'Areia            | 12.º Serie C  |
| Vitória             | Salvador             | Bahía                | Barradão                 | 18.º Serie B  |
| Volta Redonda       | Volta Redonda        | Río de Janeiro       | Raulino de Oliveira      | 10.º Serie C  |
| Ypiranga de Erechim | Erechim              | Río Grande del Sur   | Colosso da Lagoa         | 5.º Serie C   |

### Clubes por estado
| N | Estado               | Clubes                                           |
| - | -------------------- | ------------------------------------------------ |
| 3 | Ceará                | Atlético Cearense, Ferroviário, Floresta         |
| 3 | Río Grande del Sur   | Brasil de Pelotas, São José, Ypiranga de Erechim |
| 2 | Pará                 | Paysandu, Remo                                   |
| 2 | Paraíba              | Botafogo-PB, Campinense                          |
| 2 | São Paulo            | Botafogo-SP, Mirassol                            |
| 1 | Amazonas             | Manaus                                           |
| 1 | Bahía                | Vitória                                          |
| 1 | Goiás                | Aparecidense                                     |
| 1 | Piauí                | Altos                                            |
| 1 | Río de Janeiro       | Volta Redonda                                    |
| 1 | Río Grande del Norte | ABC                                              |
| 1 | Santa Catarina       | Figueirense                                      |
| 1 | Sergipe              | Confiança                                        |

## Primera fase

### Clasificación
| Pos. | Equipo              | Pts. | PJ | G  | E | P  | GF | GC | Dif. | Clasificación 2022             |
| ---- | ------------------- | ---- | -- | -- | - | -- | -- | -- | ---- | ------------------------------ |
| 1    | Mirassol            | 33   | 19 | 10 | 3 | 6  | 32 | 20 | +12  | Clasificado a la Segunda fase. |
| 2    | Paysandu            | 33   | 19 | 9  | 6 | 4  | 31 | 17 | +14  | Clasificado a la Segunda fase. |
| 3    | Figueirense         | 33   | 19 | 8  | 9 | 2  | 27 | 18 | +9   | Clasificado a la Segunda fase. |
| 4    | Volta Redonda       | 32   | 19 | 10 | 2 | 7  | 29 | 22 | +7   | Clasificado a la Segunda fase. |
| 5    | Botafogo-SP         | 32   | 19 | 10 | 2 | 7  | 26 | 22 | +4   | Clasificado a la Segunda fase. |
| 6    | ABC                 | 31   | 19 | 8  | 7 | 4  | 22 | 16 | +6   | Clasificado a la Segunda fase. |
| 7    | Vitória             | 29   | 19 | 8  | 5 | 6  | 21 | 15 | +6   | Clasificado a la Segunda fase. |
| 8    | Aparecidense        | 29   | 19 | 8  | 5 | 6  | 23 | 18 | +5   | Clasificado a la Segunda fase. |
| 9    | Botafogo-PB         | 29   | 19 | 7  | 8 | 4  | 17 | 13 | +4   |                                |
| 10   | Ypiranga de Erechim | 28   | 19 | 7  | 7 | 5  | 25 | 20 | +5   |                                |
| 11   | São José            | 26   | 19 | 7  | 5 | 7  | 33 | 27 | +6   |                                |
| 12   | Remo                | 26   | 19 | 7  | 5 | 7  | 25 | 22 | +3   |                                |
| 13   | Manaus              | 25   | 19 | 6  | 7 | 6  | 16 | 21 | −5   |                                |
| 14   | Confiança           | 23   | 19 | 6  | 5 | 8  | 12 | 17 | −5   |                                |
| 15   | Floresta            | 23   | 19 | 6  | 5 | 8  | 17 | 25 | −8   |                                |
| 16   | Altos               | 21   | 19 | 6  | 3 | 10 | 21 | 31 | −10  |                                |
| 17   | Atlético Cearense   | 19   | 19 | 5  | 4 | 10 | 17 | 35 | −18  | Descenso a la Serie D 2023.    |
| 18   | Brasil de Pelotas   | 17   | 19 | 4  | 5 | 10 | 19 | 29 | −10  | Descenso a la Serie D 2023.    |
| 19   | Ferroviário         | 16   | 19 | 5  | 1 | 13 | 15 | 27 | −12  | Descenso a la Serie D 2023.    |
| 20   | Campinense          | 16   | 19 | 4  | 4 | 11 | 15 | 28 | −13  | Descenso a la Serie D 2023.    |

 Fuente: CBF

### Resultados
| Local \ Visitante   | ABC | ALT | APA | ATC | BPB | BSP | BRP | CMP | CON | FER | FIG | FLO | MAN | MIR | PAY | REM | SAJ | VIT | VRD | YPI |
| ------------------- | --- | --- | --- | --- | --- | --- | --- | --- | --- | --- | --- | --- | --- | --- | --- | --- | --- | --- | --- | --- |
| ABC                 | —   | —   | —   | —   | —   | —   | 3–0 | 1–0 | 0–0 | —   | —   | 2–0 | 0–0 | 1–0 | 1–1 | —   | 3–2 | —   | 1–0 | —   |
| Altos               | 2–1 | —   | —   | 0–1 | —   | 1–3 | 3–2 | 1–0 | —   | 1–0 | —   | —   | —   | —   | 0–3 | —   | —   | 0–0 | —   | 3–0 |
| Aparecidense        | 2–2 | 2–1 | —   | 1–3 | 1–0 | —   | —   | —   | —   | —   | —   | 3–2 | —   | 0–1 | 1–0 | —   | 1–2 | 0–0 | —   | —   |
| Atlético Cearense   | 0–1 | —   | —   | —   | —   | 0–2 | —   | 0–1 | —   | 0–1 | 1–1 | —   | 3–1 | —   | —   | 3–1 | —   | 1–1 | —   | 0–0 |
| Botafogo-PB         | 0–0 | 2–1 | —   | 2–0 | —   | —   | —   | 1–1 | 1–0 | —   | 1–1 | 1–1 | —   | 1–1 | —   | 0–0 | 2–1 | —   | —   | —   |
| Botafogo-SP         | 2–0 | —   | 0–2 | —   | 2–1 | —   | —   | —   | —   | —   | —   | 0–1 | 1–0 | 2–2 | —   | 2–1 | —   | —   | 2–1 | 1–0 |
| Brasil de Pelotas   | —   | —   | 1–2 | 4–1 | 0–0 | 1–1 | —   | —   | 1–0 | 3–1 | 0–1 | —   | 1–1 | —   | —   | 1–0 | —   | —   | —   | 0–2 |
| Campinense          | —   | —   | 1–1 | —   | —   | 1–3 | 2–0 | —   | —   | 2–0 | —   | —   | 1–2 | —   | 1–3 | —   | —   | 0–1 | 0–1 | 0–0 |
| Confiança           | —   | 1–0 | 1–1 | 1–0 | —   | 2–1 | —   | 2–3 | —   | 1–0 | —   | —   | —   | —   | —   | 1–2 | 1–0 | —   | 1–0 | 0–0 |
| Ferroviário         | 1–3 | —   | 1–0 | —   | 1–0 | 1–0 | —   | —   | —   | —   | —   | 0–2 | —   | —   | 1–2 | —   | 2–0 | 0–0 | —   | 1–2 |
| Figueirense         | 2–1 | 4–1 | 2–1 | —   | —   | 2–1 | —   | 4–0 | 0–0 | 1–0 | —   | —   | —   | 0–2 | —   | 0–0 | 3–2 | —   | —   | —   |
| Floresta            | —   | 2–2 | —   | 2–3 | —   | —   | 2–1 | 1–1 | 1–0 | —   | 0–0 | —   | 0–1 | 0–2 | —   | —   | —   | —   | 1–1 | —   |
| Manaus              | —   | 0–0 | 1–0 | —   | 0–0 | —   | —   | —   | 0–0 | 4–2 | 1–1 | —   | —   | 2–1 | —   | 1–0 | 1–1 | —   | 1–2 | —   |
| Mirassol            | —   | 2–1 | —   | 6–0 | —   | —   | 2–0 | 1–0 | 3–1 | 2–1 | —   | —   | —   | —   | 1–1 | —   | 2–1 | 1–2 | —   | —   |
| Paysandu            | —   | —   | —   | 5–0 | 2–1 | 4–1 | 1–1 | —   | 1–0 | —   | 1–1 | 0–1 | 2–0 | —   | —   | —   | —   | —   | 2–1 | 1–1 |
| Remo                | 2–0 | 1–2 | 0–0 | —   | —   | —   | —   | 4–0 | —   | 2–1 | —   | 2–0 | —   | 3–1 | 2–2 | —   | 2–2 | 2–1 | —   | —   |
| São José            | —   | 4–1 | —   | 1–1 | —   | 2–1 | 1–1 | 2–1 | —   | —   | —   | 4–0 | —   | —   | 2–0 | —   | —   | 1–2 | 3–1 | —   |
| Vitória             | 2–2 | —   | —   | —   | 0–1 | 0–1 | 3–1 | —   | 3–0 | —   | 2–0 | 0–1 | 1–0 | —   | 1–0 | —   | —   | —   | 1–2 | —   |
| Volta Redonda       | —   | 3–1 | 0–3 | 4–0 | 0–1 | —   | 3–1 | —   | —   | 2–1 | 1–1 | —   | —   | 2–1 | —   | 3–0 | —   | —   | —   | 2–1 |
| Ypiranga de Erechim | 0–0 | —   | 0–2 | —   | 1–2 | —   | —   | —   | —   | —   | 3–3 | 2–0 | 5–0 | 2–1 | —   | 2–1 | 2–2 | 2–1 | —   | —   |

## Segunda fase

### Grupo A
| Pos. | Equipo        | Pts. | PJ | G | E | P | GF | GC | Dif. | Clasificación                                     |
| ---- | ------------- | ---- | -- | - | - | - | -- | -- | ---- | ------------------------------------------------- |
| 1    | Mirassol      | 12   | 6  | 3 | 3 | 0 | 11 | 8  | +3   | Clasifica a la final y asciende a la Serie B 2023 |
| 2    | Botafogo-SP   | 10   | 6  | 3 | 1 | 2 | 11 | 8  | +3   | Asciende a la Serie B 2023                        |
| 3    | Aparecidense  | 7    | 6  | 2 | 1 | 3 | 8  | 10 | −2   |                                                   |
| 4    | Volta Redonda | 4    | 6  | 1 | 1 | 4 | 7  | 11 | −4   |                                                   |

 Fuente: CBF
| Local \ Visitante | APA | BSP | MIR | VRD |
| ----------------- | --- | --- | --- | --- |
| Aparecidense      | —   | 1–3 | 2–2 | 1–0 |
| Botafogo-SP       | 2–3 | —   | 1–1 | 3–1 |
| Mirassol          | 2–1 | 1–0 | —   | 3–3 |
| Volta Redonda     | 1–0 | 1–2 | 1–2 | —   |

### Grupo B
| Pos. | Equipo      | Pts. | PJ | G | E | P | GF | GC | Dif. | Clasificación                                     |
| ---- | ----------- | ---- | -- | - | - | - | -- | -- | ---- | ------------------------------------------------- |
| 1    | ABC         | 12   | 6  | 3 | 3 | 0 | 4  | 1  | +3   | Clasifica a la final y asciende a la Serie B 2023 |
| 2    | Vitória     | 9    | 6  | 2 | 3 | 1 | 4  | 6  | −2   | Asciende a la Serie B 2023                        |
| 3    | Figueirense | 7    | 6  | 2 | 1 | 3 | 8  | 6  | +2   |                                                   |
| 4    | Paysandu    | 4    | 6  | 1 | 1 | 4 | 3  | 6  | −3   |                                                   |

 Fuente: CBF
| Local \ Visitante | ABC | FIG | PAY | VIT |
| ----------------- | --- | --- | --- | --- |
| ABC               | —   | 2–1 | 1–0 | 0–0 |
| Figueirense       | 0–0 | —   | 2–1 | 5–1 |
| Paysandu          | 0–1 | 1–0 | —   | 1–1 |
| Vitória           | 0–0 | 1–0 | 1–0 | —   |

## Final
| 1 de octubre de 2022, 17:00 (UTC-3) | ABC | 0:0     | Mirassol | Estadio Frasqueirão, Natal       |                                  |
|                                     |     | Reporte |          | Árbitro(s): Rafael Rodrigo Klein | Árbitro(s): Rafael Rodrigo Klein |

| 8 de octubre de 2022, 17:00 (UTC-3) | Mirassol                            | 2:0 (2:0) | ABC | Estadio Maião, Mirassol                    |                                            |
|                                     | Camilo 4' · Vinícius Mingotti 45+1' | Reporte   |     | Árbitro(s): Paulo Cezar Zanovelli Da Silva | Árbitro(s): Paulo Cezar Zanovelli Da Silva |

|                                 |
| Bandera del estado de São Paulo |
| Campeón Mirassol 1.er título    |

## Clasificación general
| Pos. | Equipo              | Pts. | PJ | G  | E  | P  | GF | GC | Dif. | Clasificación 2022            |
| ---- | ------------------- | ---- | -- | -- | -- | -- | -- | -- | ---- | ----------------------------- |
| 1    | Mirassol (C)        | 49   | 27 | 14 | 7  | 6  | 45 | 28 | +17  | Ascendidos a la Serie B 2023. |
| 2    | ABC                 | 44   | 27 | 11 | 11 | 5  | 26 | 19 | +7   | Ascendidos a la Serie B 2023. |
| 3    | Botafogo-SP         | 42   | 25 | 13 | 3  | 9  | 37 | 30 | +7   | Ascendidos a la Serie B 2023. |
| 4    | Vitória             | 38   | 25 | 10 | 8  | 7  | 25 | 21 | +4   | Ascendidos a la Serie B 2023. |
| 5    | Figueirense         | 40   | 25 | 10 | 10 | 5  | 35 | 24 | +11  |                               |
| 6    | Paysandu            | 37   | 25 | 10 | 7  | 8  | 34 | 23 | +11  |                               |
| 7    | Volta Redonda       | 36   | 25 | 11 | 3  | 11 | 36 | 33 | +3   |                               |
| 8    | Aparecidense        | 36   | 25 | 10 | 6  | 9  | 31 | 28 | +3   |                               |
| 9    | Botafogo-PB         | 29   | 19 | 7  | 8  | 4  | 17 | 13 | +4   |                               |
| 10   | Ypiranga de Erechim | 28   | 19 | 7  | 7  | 5  | 25 | 20 | +5   |                               |
| 11   | São José            | 26   | 19 | 7  | 5  | 7  | 33 | 27 | +6   |                               |
| 12   | Remo                | 26   | 19 | 7  | 5  | 7  | 25 | 22 | +3   |                               |
| 13   | Manaus              | 25   | 19 | 6  | 7  | 6  | 16 | 21 | −5   |                               |
| 14   | Confiança           | 23   | 19 | 6  | 5  | 8  | 12 | 17 | −5   |                               |
| 15   | Floresta            | 23   | 19 | 6  | 5  | 8  | 17 | 25 | −8   |                               |
| 16   | Altos               | 21   | 19 | 6  | 3  | 10 | 21 | 31 | −10  |                               |
| 17   | Atlético Cearense   | 19   | 19 | 5  | 4  | 10 | 17 | 35 | −18  | Descenso a la Serie D 2023.   |
| 18   | Brasil de Pelotas   | 17   | 19 | 4  | 5  | 10 | 19 | 29 | −10  | Descenso a la Serie D 2023.   |
| 19   | Ferroviário         | 16   | 19 | 5  | 1  | 13 | 15 | 27 | −12  | Descenso a la Serie D 2023.   |
| 20   | Campinense          | 16   | 19 | 4  | 4  | 11 | 15 | 28 | −13  | Descenso a la Serie D 2023.   |

 Fuente: CBF

## Goleadores
| Jugador           | Equipo        | Goles |
| ----------------- | ------------- | ----- |
| Alex Henrique     | Aparecidense  | 12    |
| Marlon            | Paysandu      | 10    |
| Camilo            | Mirassol      | 9     |
| Rafinha           | Vitória       | 8     |
| Gustavo Coutinho  | Botafogo-PB   | 7     |
| Gustavo Xuxa      | Botafogo-SP   | 7     |
| Leanderson        | Volta Redonda | 7     |
| Vinícius Mingotti | Mirassol      | 7     |